# John Hajnal
John Hajnal (26 november 1924 - 30 november 2008) is een Brits wiskundige.
Hajnal ontdekte in 1965 dat er door Europa een fictieve lijn loopt (tussen Triëst en Sint-Petersburg), die Europa verdeelt in een gebied waar de huwelijksleeftijd relatief laag ligt (ten oosten van de lijn) en een gebied waar de huwelijksleeftijd extreem hoog ligt (ten westen van de lijn). De hoge huwelijksleeftijd ten westen van de Hajnallijn staat waarschijnlijk in verband met het Malthusiaans huwelijkspatroon.
Een andere bevinding was dat de lijn ook een scheiding vormt tussen verschillende samenlevingsverbanden. Ten westen van de lijn is het de gewoonte in nucleaire families samen te leven, terwijl men aan de oostelijke zijde in extended families samenleeft.